# Stazione di Rakusaiguchi
La Stazione di Rakusaiguchi (洛西口駅?, Rakusaiguchi-eki) è una stazione ferroviaria delle Ferrovie Hankyū situata in parte nel quartiere di Nishikyō-ku a Kyoto, e in parte nella città di Mukō, nella prefettura di Kyoto. Presso la stazione fermano solo i treni locali e semiespressi della linea Kyoto.

## Linee
- Ferrovie Hankyū
  - ■ Linea principale Hankyū Kyōto